# Флотаційна машина типу «Максвел»

Флотаційна пневмомеханічна машина типу «Максвел».
1 — чан; 2 — труба для підводу живлення; 3 — шестилопатевий імпелер; 4 — труба для підводу повітря; 5 — жолоб пінного продукту; 6 — заспокоювач; 7 — труба розвантаження пінного продукту; 8 — труба розвантаження камерного продукту.

Флотаці́йна маши́на ти́пу «Ма́ксвел» (Канада) належить до пневмомеханічних флотаційних машин, фтотомашина з місткістю камер до 56 м3 являє собою чан 1 висотою, що дорівнює діаметру. Живлення надходить зверху (по трубі 2), а хвости розвантажуються з нижньої частини камери (по трубі 8). Пульпа перемішується шестилопатевим імпелером 3. Повітря подається знизу (по трубі 4) під імпелер. Концентрат розвантажується по периметру камери в кільцевий жолоб 5 U-подібної форми, встановлений у верхній частині чану. Концентратний жолоб встановлюється на чотирьох заспокоюючих пластинах 6.
Рівень пульпи регулюється вручну шибером, за допомогою якого змінюється розмір прохідного отвору розвантаження камерного продукту.
При послідовному з'єднанні монокамери «Максвел» встановлюються каскадно. Машини «Максвел» використовують у комбінації з багатокамерними флотаційними машинами. Машини «Максвел» застосовують при збагаченні руд кольорових металів в основних та контрольних операціях.